# トゥルー・コーリング
『TRU CALLING-トゥルー・コーリング』はアメリカ合衆国のFOX局で2003年10月30日から2005年4月21日の間に放送されていた海外ドラマである。製作総指揮はジョン・ハーモン・フェルドマン。
日本ではDVDレンタルで先行され、その後、セルDVDも発売。テレビではテレビ東京・スカパー！(FOX)で放送された。

## 概要
主人公のトゥルー・デイビーズは、大学を卒業し、病院の研修生になるはずが、モルグ（＝死体安置所）で働くことになってしまった。初日の深夜勤務中、トゥルーはモルグから自分の名を呼ぶ声を聞く。声のするクリプト（＝遺体ロッカー）を開け、そこに収容されたばかりのレベッカという若い女性の遺体を見つめていると、突如その目が開き、トゥルーに向かって「助けて」と救いを求めた。その瞬間、時間が逆転し、気がつくとレベッカが殺害される当日の朝に戻っていた。トゥルーは24時間以内に事件を解決し、助けを求める人のために尽力することとなる。
最終話のラストは続きがあるかのような終わり方をしているが、低視聴率を理由に放送局のFOXから打ち切りとなり、製作が中止となったため、それ以上の続きはない。そのため、全部で26話分製作されたうち、アメリカでは第25話までしか放送されておらず、第26話（最終話）はDVD収録のみとなった（日本を含む他国では26話全てが放送された）。

## やり直しの力について
一日をやり直す力には二種類あり、トゥルーの場合は助けを求められると普通に一日が戻るだけだが、ジャックの場合は、一日が戻ると同時にトゥルーに助けを求めた者の死ぬ前の一日が見える。そのため、より多くの情報を掴み、常にトゥルーに先んじていた。しかし第24話「運命の力」ではその立場が逆転し、ジャックが助けを求められ、トゥルーが死者の死ぬ前の一日を見ることになった。
また、助けを求めても、相手の命が助からないケースがある。死者が救いたかった相手が助かることで、再度死亡した時は助けを求めないことがある。
もし打ち切りにならず、シリーズが続行していたなら描かれていたはずの重要な設定として、脚本/監督のDoris EganはLivejournalに複数の構想を回答している。詳しくは英語版Wikipediaの記事を参照。

## 主な登場人物
トゥルー・デイビーズ
本作のヒロイン、22歳。幼いときに母親を目の前で殺害され、その影響で医者を志すようになる。
病院で研修をするはずがモルグで働くことになり、死体の呼び声によって時間を遡る能力が開花。助けを求めた人の死を防ぐことが自分の役目と信じて奮闘するが、そのせいで友人や恋人との約束を守れなくなることなどが多く、人間関係にも日常生活にも苦労が絶えない。
ハリソン・デイビーズ
トゥルーの弟、20歳。ギャンブル好きで仕事も長続きしない問題児だがお人よしで、トゥルーとは仲が良く、お互いのよき理解者である。トゥルーの能力を知っており、しきりにギャンブルの結果を聞きたがったりもするが、東奔西走する彼女のアシストを懸命に務める。とある誤解から男に射殺されてしまうが、トゥルーの力によって助かっている。長年定職に就こうとせず、ポーカーや競馬などで金を稼ぐ堕落的な生活を送っていたが、リンジーにフラれたことをきっかけにそれまでの生活と決別し、父親の弁護士事務所で働くようになる。
手錠を道具で外せる特技を持つ。
メレディス・デイビーズ
トゥルーとハリソンの姉、29歳。クールでプライドが高い。弁護士だが麻薬を常用しており、一度酷い目に遭って依存症克服のため入院した。作中途中からは、完全にフェイドアウトした。
デイビス
トゥルーが勤めるモルグの所長。遺体のエキスパート。ハリソンと同じくトゥルーの能力のことを知っている。
女性と付き合っても死体や解剖のことばかり話してしまい、生きている人に対しては会話も手術も苦手。学生時代は「ダンジョンズ&ドラゴンズ」というロールプレイングゲームをやっていたり、「指輪物語」のファンだったりとオタクな一面を持つが、偏屈な人物ではなく、トゥルーのよきパートナーで、時として彼女の苦悩をフォローする。一日前に戻ったトゥルーが真っ先に相談を持ちかける人物で、彼女に解決の糸口を考えたり、アドバイスを与えたりする。また死因に関する情報を伝えるとともに、いかにして被害者が死に至ったのか、どのような状況でそうなったのかを医学的見地から説明する。
「デイビス」はミドルネームで本名は不明。過去に事故で妻を亡くし、その時、トゥルーと同じ能力で自分と妻を救おうとしたトゥルーの母親と会っている。精神科のアレンに気があるようで、彼女の前では赤面してしまうほか、アレンが関わる事案では冷静な判断ができなくなり、トゥルーと衝突することもある。
リンジー・ウォーカー
頻繁に電話をして恋愛話や愚痴などを交わし合う、トゥルーの大親友。広告代理店勤務。トゥルーの指示でリンジーを上司のセクハラから救ったハリソンと付き合いはじめるが、ジャックの言葉をきっかけにハリソンは別れを決意、破局を迎える。その後、留学時代の知人・ランドールと再会し、結婚して旅立ち物語から姿を消した。
ルーク・ジョンストン
犯罪現場の写真撮影が専門のカメラマン。勤めている保安官事務所がモルグの同じビル内にあり、トゥルーと付き合い始めるが、能力を隠したままでの交際はすれ違いを生み、離別。お互いに心の中ではよりを戻したいと思っていたが、ジャックの奸計により、トゥルーの助けた人物の身代わりに射殺される。ルークの遺体がトゥルーに助けを求めることはなかった。
ジャック・ハーパー
トゥルーの同僚で元救急隊員。ガルデズが転属になったため採用された。
2年前、銃で頭部を撃たれ、3分28秒間心臓が止まったものの奇跡的に助かった。その自らの蘇生に対してわだかまりを抱いており、トゥルーと同じように一日をやり直せる力を持っているが、死者を助けようとするトゥルーとは反対に、死ぬはずの運命を変えさせないことこそ自分の役目と信じ、トゥルーの行動は運命を変える行為だとして手段を選ばず妨害する。但し、目的は飽くまで「運命を変えない」だけなので、やり直していない日に車に轢かれそうになった子供を助けたり、トゥルーに協力して死者の生前の情報を与えるなど、根からの悪人という訳ではない。妹を亡くしている。
リチャードに指図されている。第14話から登場。
リチャード・デイビーズ
トゥルーたち姉弟の父。弁護士。再婚後は長くトゥルーたちと疎遠だった。
妻（トゥルーたち姉弟の母親）を強盗に見せかけて殺害させた張本人であり、ジャックの「前任者」でもある。ジャックに指図をしている。何も知らないトゥルーの行動を密かに監視・妨害しており、秘密を知られた際は実の息子であるハリソンをも絞め殺そうとするなど、冷酷で凶悪な人物。ジャックとの出会いや、その経緯については不明。
キャリー・アレン
デイビスの心理的評価を担当した精神科医。過去に夫が入浴中に溺死しており、疑いを掛けられたが証拠がなく捜査は打ち切られた。デイビスの求愛に応え、彼からトゥルーの秘密も打ち明けられるが、実はジャックと通じていた。
ジェンセン
ハドソン大学の医学生。婚約していたが、相手の嘘から婚約を破棄し、やがてトゥルーと惹かれ合う。強盗によって殺されてしまうが、助けを求めなかったため、トゥルーは別の交通事故で死んだ囚人の呼び声によって一日をやり直し、彼を救った。その後、やり直す前と同じ動作をトゥルーがすると、「前にもこんなことをされたような気がする」と言い出すが、その謎は残されたままであった。
ガルデズ
モルグで働くトゥルーの同僚。とても明るく、「新鮮な死体ご到着〜」などと軽口をたたきながら遺体を運んで来たりする。具体的な描写はないが、転属したため作中途中からは登場しない。
マーク・エバンス
　　トゥルーの通っていた大学の助教授。トゥルーとは恋人同士だったが、自分の浮気が原因で別れることに。

## キャスト
| キャラクター           | 演者                             | 日本語吹替え |
| ---------------------- | -------------------------------- | ------------ |
| トゥルー・デイビーズ   | エリザ・ドゥシュク               | 甲斐田裕子   |
| ハリソン・デイビーズ   | ショーン・リーブス               | 平川大輔     |
| デイビス               | ザック・ガリフィアナキス         | 村治学       |
| メレディス・デイビーズ | ジェシカ・コリンズ               | 岡寛恵       |
| リンジー・ウォーカー   | A・J・クック                     | 村井かずさ   |
| ルーク・ジョンストン   | マシュー・ボマー                 | 佐藤晴男     |
| ジャック・ハーパー     | ジェイソン・プリーストリー       | 横堀悦夫     |
| ジェンセン             | エリック・クリスチャン・オルセン | 森久保祥太郎 |
| エイブリー             | リジー・キャプラン               | 横山智佐     |
| リチャード・デイビーズ | コッター・スミス                 | 有川博       |
| マーク・エバンス       | クリストファー・ポラーハ         |              |
| キャリー・アレン       | リズ・ヴァッシー                 | 吉田陽子     |

## 各話タイトル
| 話                    | タイトル                                                                | 初放送日()            | 日本版DVD収録巻       | 日本版DVD収録巻         |
| シーズン1 (2003-2004) | シーズン1 (2003-2004)                                                   | シーズン1 (2003-2004) | シーズン1 (2003-2004) | シーズン1 (2003-2004)   |
| --------------------- | ----------------------------------------------------------------------- | --------------------- | --------------------- | ----------------------- |
| 1                     | ストレンジ・デイ / Pilot                                                | 2003年10月30日        | vol.1                 | コレクターズ・ボックス1 |
| 2                     | 天職 / Putting Out Fires                                                | 2003年11月6日         | vol.1                 | コレクターズ・ボックス1 |
| 3                     | 弟 / Brother's Keeper                                                   | 2003年11月13日        | vol.2                 | コレクターズ・ボックス1 |
| 4                     | バチェラー・パーティー / Past Tense                                     | 2003年11月20日        | vol.2                 | コレクターズ・ボックス1 |
| 5                     | 月と星 / Haunted                                                        | 2003年12月4日         | vol.3                 | コレクターズ・ボックス1 |
| 6                     | 秘密の関係 / Star-Crossed                                               | 2003年12月11日        | vol.3                 | コレクターズ・ボックス1 |
| 7                     | 元カレ / Morning After                                                  | 2003年12月18日        | vol.4                 | コレクターズ・ボックス1 |
| 8                     | 清算 / Closure                                                          | 2004年1月8日          | vol.4                 | コレクターズ・ボックス1 |
| 9                     | モルグ殺人事件 / Murder in the Morgue                                   | 2004年1月15日         | vol.5                 | コレクターズ・ボックス1 |
| 10                    | 女友達 / Reunion                                                        | 2004年1月22日         | vol.5                 | コレクターズ・ボックス1 |
| 11                    | 終わりなき日 / The Longest Day                                          | 2004年2月5日          | vol.6                 | コレクターズ・ボックス2 |
| 12                    | バレンタイン / Valentine                                                | 2004年2月12日         | vol.6                 | コレクターズ・ボックス2 |
| 13                    | ミス・フレッシュ・フェイス / Drop Dead Gorgeous                         | 2004年3月18日         | vol.7                 | コレクターズ・ボックス2 |
| 14                    | 父と娘 / Daddy's Girl                                                   | 2004年3月25日         | vol.7                 | コレクターズ・ボックス2 |
| 15                    | ミシェルの災難 / The Getaway                                            | 2004年4月1日          | vol.8                 | コレクターズ・ボックス2 |
| 16                    | 表裏一体 / Two Pair                                                     | 2004年4月8日          | vol.8                 | コレクターズ・ボックス2 |
| 17                    | 自殺願望 / Death Becomes Her                                            | 2004年4月15日         | vol.9                 | コレクターズ・ボックス2 |
| 18                    | 隣人 / Rear Window                                                      | 2004年4月22日         | vol.9                 | コレクターズ・ボックス2 |
| 19                    | D.O.A. / D.O.A.                                                         | 2004年4月29日         | vol.10                | コレクターズ・ボックス2 |
| 20                    | 最愛の人 / Two Weddings and a Funeral                                   | 2004年4月29日         | vol.10                | コレクターズ・ボックス2 |
| シーズン2 (2005)      |                                                                         |                       |                       |                         |
| 21                    | ホワイトスコール / Perfect Storm                                        | 2005年3月31日         | vol.11                | コレクターズ・ボックス3 |
| 22                    | ギミック / Grace                                                        | 2005年3月31日         | vol.11                | コレクターズ・ボックス3 |
| 23                    | 闇の中で / In the Dark                                                  | 2005年4月7日          | vol.12                | コレクターズ・ボックス3 |
| 24                    | 運命の力 / The Last Good Day                                            | 2005年4月14日         | vol.12                | コレクターズ・ボックス3 |
| 25                    | 死命 / Enough                                                           | 2005年4月21日         | vol.13                | コレクターズ・ボックス3 |
| 26                    | ナイト・ビフォア・クリスマス / 'Twas the Night Before Christmas...Again | 未放送                | vol.13                | コレクターズ・ボックス3 |

## テーマ曲
- Somebody Help Me（日本発売は2005年8月24日から、2020年5月1日からダウンロード販売開始）
歌：Full Blown Rose（フル・ブロウン・ローズ）（日本版は土屋アンナ）

## 放送局
トゥルー・コーリングの日本での放送は2005年8月1日 (月) からテレビ東京で吹き替え版にて開始された。時間は月〜木の12:30〜13:30である。
- アメリカ合衆国
  - FOX Network
    - シーズン 1 2003年10月1日 - 2004年4月29日 (木曜日 PM ET)
    - シーズン 2 2005年3月31日 - 2005年4月21日 (木曜日 PM ET)
- カナダ
- ニュージーランド
  - シーズン 1 2005年2月4日 - (PM NT)
- 日本
  - テレビ東京
    - 2005年8月1日 - 2005年9月13日 (月曜日 〜 木曜日 0:30 PM JT)

  - BS朝日
    - 2005年10月7日 - 2006年3月31日 (金曜日 10 PM JT)

この他、一部の放送局でも放送されている。

## DVD
- アメリカ合衆国
- 日本
  - コレクターズ・ボックス1 2005年7月29日　オリジナルマウスパッド付き
  - コレクターズ・ボックス2 2005年8月12日
  - コレクターズ・ボックス3 2005年9月12日
  - 13枚組マルチ・ボックス 2006年10月27日